# Barkly West
Barkly West è un centro abitato del Sudafrica, situato nella provincia del Capo Settentrionale. Degni di nota il Barkly West Museum ed il sito archeologico Canteen Kopje.